# Westerkwartier
Westerkwartier é um município dos Países Baixos, situado na província de Groninga. Tem 368,87 km² de área e sua população em 2020 foi estimada em 63.458 habitantes.